# ジェームズ・アーネス
ジェームズ・アーネス（James Arness, 本名：James King Aurness、1923年5月26日 - 2011年6月3日）は、アメリカ合衆国の俳優。

## 来歴
ミネソタ州ミネアポリス出身。父親はノルウェー系、母親はドイツ系。テレビドラマ『スパイ大作戦』で知られる俳優のピーター・グレイブスは弟に当たる（本名：Peter Duesler Aurness）。
ハイスクールでは野球とフットボールで活躍した。
第二次世界大戦中は陸軍に入隊。1944年、アンツィオの戦いに参加し、ブロンズスターメダルを授与された。
1947年に俳優デビュー。主に西部劇を中心に出演したが、映画『遊星よりの物体X』の「物体」（エイリアン）役で強烈な印象を与えた。1955年からスタートした西部劇ドラマ『ガンスモーク』に保安官マット・ディロン役で主演、1975年までの20年の長きにわたり主演を務め、高い評価を受けた。
2011年6月3日、88歳で死去した。

## 主な出演作品

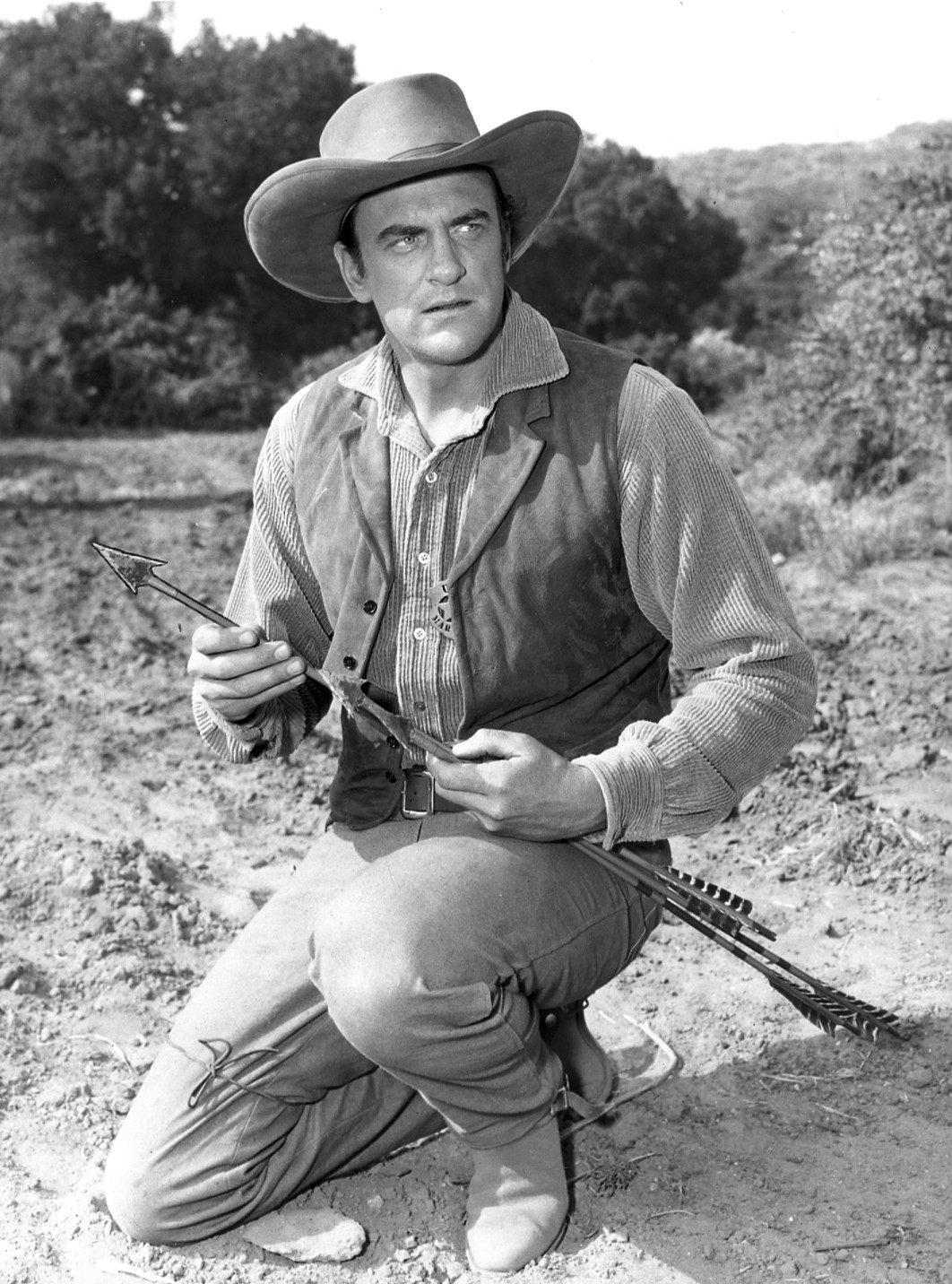
テレビドラマ『ガンスモーク』出演時。

### 映画
- ミネソタの娘 The Farmer's Daughter (1947)
- 戦場 Battleground (1949)
- 幌馬車 Wagon Master (1950)
- シエラ Sierra (1950)
- 遊星よりの物体X The Thing from Another World (1951)
- カービン銃第一号 Carbine Williams (1952)
- 虐殺の砂漠 Hellgate (1952)
- ハワイの陰謀 Big Jim McLain (1952)
- 征服されざる西部 Horizons West (1952)
- 男の叫び Island in the Sky (1953)
- ホンドー Hondo (1953)
- 放射能X Them! (1954)
- 男の魂 The Sea Chase (1955)
- 渡るべき多くの河 Many Rivers to Cross (1955)
- 復讐にかけた女 Flame of the Islands (1956)
- 最初の女セールスマン The First Traveling Saleslady (1956)
- 腰抜け列車強盗 Alias Jesse James (1956) カメオ出演
- アラモ2 The Alamo: 13 Days to Glory (1987) テレビ映画
- ガンスモーク/雪原の追跡 Gunsmoke: Return to Dodge (1987) テレビ映画

### テレビドラマ
- ローン・レンジャー The Lone Ranger (1950)
- ガンスモーク Gunsmoke (1955 - 1975)